# Bléou
 (juin 2014).
Le Bléou est un ruisseau français, affluent du Céou et sous-affluent de la Dordogne, qui coule dans le département du Lot.

## Géographie
Le Bléou prend sa source dans le Lot, sur la commune de Saint-Projet, un kilomètre au nord-ouest du bourg.
Il traverse Le Vigan, passe en limite sud-est de Gourdon et reçoit en rive gauche son seul affluent notable, le ruisseau de Saint-Clair (5,7 km).
Il rejoint enfin le Céou en rive droite, cinq kilomètres au sud-ouest de Gourdon.

## À voir
- L'église Notre-Dame de l'Assomption du Vigan
- Gourdon, sa vieille ville, ses trois églises et ses deux chapelles